# Ordonnance-Testament de 1190
 (mai 2008).
Si vous disposez d'ouvrages ou d'articles de référence ou si vous connaissez des sites web de qualité traitant du thème abordé ici, merci de compléter l'article en donnant les références utiles à sa vérifiabilité et en les liant à la section « Notes et références ».
L'ordonnance-testament de 1190 est une ordonnance rédigée en 1190 par le roi de France Philippe Auguste en vue de son départ en croisade, à destination des deux régents que sont la reine mère, Adèle de Champagne, et son oncle, l’archevêque de Reims, Guillaume aux Blanches Mains.
L'enjeu de cette ordonnance était l’organisation et la réglementation de la justice, des églises royales ainsi que des finances. Cette ordonnance rompt avec la coutume capétienne en mettant à l’écart les grands vassaux du roi de la gouvernance du pays en l'absence du roi, et donc, en renforçant le primat du roi sur les seigneurs.
Ce texte montre un renouveau de la royauté par son originalité. En effet, l’ordonnance de 1190 est la première vraie ordonnance royale émise par un monarque français. Philippe Auguste instaure alors une sorte de royauté administrative : l’office royal sert à l’utilité publique. Néanmoins, cette ordonnance traite des pouvoirs royaux. Les instruments du pouvoir régalien étant l’impôt, la justice, l’armée et la monnaie, ces instruments du pouvoir restent entre les mains du roi.

## Histoire
À la suite de la prise de Jérusalem par les musulmans en 1187, le pape Grégoire VIII appelle à une troisième croisade le 29 octobre de la même année. L’empereur Frédéric Barberousse, ainsi que de nombreux seigneurs français prennent la route en direction de Jérusalem. Philippe Auguste décide alors de partir à son tour, accompagné par Richard Cœur de Lion, en 1190. Le départ est alors prévu pour le mois de juin.
Philippe II, dit Philippe Auguste, prend ses précautions pour veiller au salut du royaume pendant une absence qui pouvait être longue, laissant pour seul héritier, son fils Louis âgé de trois ans.
Les dispositions que prend Philippe pour l’administration et le gouvernement du royaume ont reçu le nom de testament. Il s’agit plutôt d’une ordonnance, voire d’une ordonnance-testament plus que d’un simple testament de dernière volonté ou de légation de biens. Ce texte, rédigé en 1190, est une sorte de constitution que doivent suivre les deux régents, à savoir la reine mère, Adèle de Champagne, et son oncle, l’archevêque de Reims, Guillaume aux Blanches Mains. Une ordonnance est un texte législatif émanant du roi, concernant plusieurs matières et s’appliquant à tout le royaume, au-dessus des lois seigneuriales.
Ce texte évoque les règles à suivre durant l’absence du roi, en ce qui concerne la gestion et l’organisation de la justice, de finances et des églises royales. Il fixe un pouvoir aux baillis, prévôts et prud’hommes dans la gestion des affaires de justice. Il réglemente les finances, impôts et gestion du Trésor Public. Et met en place un nouveau système administratif pour les questions des églises royales.

## Réformes judiciaires

### Un pouvoir accru aux baillis
La question judiciaire, et en particulier celle des baillis et des prévôts, est traitée dès le début du texte. Le prévôt est agent du roi (ou d’un seigneur) chargé de rendre la justice et d’administrer le domaine qui lui est confié. Avec cette ordonnance, Philippe Auguste organise l’administration de la justice exercée jusque-là par les prévôts stationnaires. Les baillis remplacent les prévôts en tant qu’agents de la justice locale. Les prévôts, quant à eux, sont tacitement admis dans l’ordonnance, et gardent leurs fonctions financières. Leurs fonctions judiciaires sont conduites en prenant les avis des baillis nommés et des prud’hommes établis, ou d’au moins deux d’entre eux. L’ordonnance charge en outre les baillis de faire rapport aux régents, trois fois par an, des crimes ou des injustices commis par les prévôts. Le roi instaure alors un moyen de contrôle des prévôts par les baillis et un conseil de notables, ce qui montre une forme de renouveau des institutions judiciaires. Dans l’ordonnance de 1190, les baillis jouent un rôle dominant. Ils apparaissent comme des officiers de justice pour qui la surveillance des prévôts n’est qu’une tache comme les autres. Ils reçoivent l’instruction de tenir dans leurs régions des assises mensuelles au cours desquelles ils doivent entendre les causes et enregistrer les amendes.
Les baillis, en tant qu’agents actifs, sont pratiquement inconnus des chartes capétiennes avant le règne de Philippe Auguste. Avant 1190, il associe de plus en plus les baillis aux prévôts comme destinataires des ordres royaux. Alors qu’auparavant les baillis venaient presque toujours après les prévôts comme destinataires des ordres royaux, les régents commencent à s’adresser d’abord aux baillis, et seulement ensuite aux prévôts. Après le retour du roi en 1191, les instructions royales sont de plus en plus souvent adressées aux seuls baillis. Si elles concernent aussi les prévôts, ceux-ci sont presque toujours nommés en second lieu. L’ordonnance de 1190 marque donc un tournant dans l’évolution de la charge de bailli et annonce la suprématie qu’ils vont prendre sur les prévôts en devenant les agents les plus actifs du royaume. Cette transition s’opère essentiellement en nommant de nouveaux baillis auxquels sont assignés de nouvelles fonctions, tout en laissant les anciens prévôts accomplir leurs tâches habituelles.
Si les prévôts sont seulement identifiés par leur ressort territorial, les baillis, au début du moins, ne sont pas étroitement liés à une juridiction géographique. Philippe Auguste spécifie d'ailleurs : « Et en nos terres proprement désignées à cet effet nous instituons nos baillis ». Cela signifie certainement que la juridiction est définie par le nom du bailli et non par le territoire. Et c’est donc dans ces bailliages que chaque bailli et sommé d’organiser une assise au moins une fois par mois, aidé de son collège de quatre notables.

### L'apparition des assises
C’est dans le deuxième paragraphe de l'ordonnance qu’est définie l’organisation des assises. L’intention de Philippe Auguste, en matière de justice, est d’étendre les rouages par lesquels la cour royale résout les disputes. Il en donne les explications : « Là tous ceux qui ont des plaintes à formuler recevront droit et justice sans délai, et nous-mêmes nos droits et notre justice. Les forfaitures qui nous appartiennent en propre y seront inscrites ». Les baillis doivent donc consacrer un jour par mois à des assises au cours desquelles ils reçoivent les appels, rendent la justice sans délai, défendent les droits royaux et enregistrent les amendes judiciaires. Comme il ne subsiste aucun document concernant la tenue d’assises dans le domaine capétien avant 1190, il faut conclure que Philippe Auguste a créé ce système. Les assises sont l’une des innovations judiciaires de 1190 qui vont devenir un élément permanent de la justice royale.
Cependant, ces sessions ne sont attestées que par des chartes disséminées et il n’est donc pas possible de déterminer si elles respectent ou non le calendrier mensuel institué par l’ordonnance. Le terme d’assise fait apparemment écho à des pratiques anglo-normandes antérieures, mais cette institution est établie dans le domaine royal français avant l’acquisition des territoires normands. Grâce aux baillis et aux assises, le roi français ne cesse d’étendre les services de sa cour aux habitants de son domaine. Après ces assises mensuelles, les baillis sont également chargés de rendre compte des affaires du royaume auprès de la curia regis centrale.

### Les réformes de lacuria regiscentrale
L’ordonnance prévoit également, pour la durée de son absence, des réformes de la curia regis centrale. Il est écrit que les régents, Adèle de Champagne et Guillaume, archevêque de Reims doivent établir : « tous les quatre mois, à Paris, un jour d’audience pour les plaintes des hommes de notre royaume, et qu’ils y donnent solution ». La date des sessions n’est pas spécifiée, mais elle coïncide très probablement avec les trois comptes rendus annuels des prévôts et des baillis. Les baillis rendent alors compte des affaires du royaume et de la conduite des prévôts. Si des plaintes sont élevées contre les baillis, elles sont présentées aux régents lors de ces sessions. Ceux-ci n’ont cependant pas le pouvoir de révoquer les baillis, car seul le roi en a le pouvoir, sauf en cas de meurtre, viol ou trahison. Grâce aux informations recueillies ainsi trois fois par an, les régents tiennent le roi au courant de l’état du royaume.
Trois buts distincts se dégagent de ces audiences : informer le roi des affaires du royaume, examiner et corriger la conduite des agents locaux, et instaurer des canaux qui permettent aux habitants du domaine royal de faire appel des jugements prononcés par les baillis lors de leurs assises mensuelles. Les sessions périodiques de la curia regis n’auront plus lieu au retour du roi.
Un autre élément qui est important, en parallèle de la curia regis en le jugement des affaires par les baillis au sein de la capitale. Contrairement à ce que l’on a vu précédemment, le personnel chargé des affaires parisiennes est directement nommé par le roi : « à Paris, nous constituons six prud’hommes loyaux qui sont nominativement T.A.E.R.B.N ». Ainsi, les affaires de la capitale doivent être conduites avec le concours de six bourgeois parisiens, désignés seulement par leurs initiales. Quatre d’entre eux peuvent être identifiés avec un certain degré de certitude : Thibaut le Riche, Athon de la Grève, Ebroïn le Changeur, et Robert de Chartres. Les deux autres seraient Nicolas Baucel et Baudouin Bruneau. Ces six hommes ont donc des rôles similaires aux prud’hommes de provinces, mais ils possèdent aussi des rôles financiers.

## Réformes ecclésiastiques

### Régale temporelle et élections ecclésiastiques libres
L'ordonnance renforce la position de force entre le pouvoir religieux et le pouvoir royal. Il est promis par Philippe Auguste que les abbayes et évêchés royaux auront la liberté d’élire leurs chefs, pourvu que chanoines et moines choisissent des hommes qui soient « agréable à Dieu » et qui soient « utiles au royaume ». Cette formule résume assez bien le double aspect de la politique épiscopale de Philippe Auguste : un épiscopat de valeur en même temps que docile à toutes les exigences royales. Ainsi, il est interdit aux régents de désigner les chefs ecclésiastiques, obtenant en échange, l’élection d’un évêque ou abbé, soumis aux décisions royales.
Philippe Auguste écrit aussi : « La reine et l’archevêque tiendront en leur main la régale jusqu’à ce que l’élu aura été consacré ou béni ; alors la régale lui sera rendue sans contradiction ». Cette ordonnance prescrit alors aux régents les procédures que Philippe Auguste suivait en la matière. Lorsqu’un évêché régalien devient vacant, les chanoines du chapitre de la cathédrale entrent en pourparlers avec l’autorité royale pour solliciter une élection libre, qui est accordée sans opposition. Pendant l’intérim, la régale vient dans la main du roi. Une fois l’évêque élu et dûment consacré par l’autorité ecclésiastique, elle est restituée, là encore, sans opposition. Le montant des revenus que le pouvoir royal en tirait dépendait de la durée de la vacance, qu’il était à même de prolonger par son influence sur l’élection. C’est la première fois qu’un roi français publie dans leurs grands traits les règles présidant aux élections. Mais ces procédures, dans les faits, étaient une pratique courante depuis le début de l’époque capétienne.
La régale précitée est aussi appelée régale temporelle et donne au roi le droit de percevoir les revenus des évêchés vacants.

### Vacance et régale spirituelle
Dans l'ordonnance sont expliquées les procédures à respecter en cas de vacance de prébende ou de bénéfice pendant que la régale est aux mains du roi. Dans ce cas, les régents doivent alors pourvoir ces prébendes ou bénéfices «« d’hommes honnêtes et lettrés » en prenant conseil auprès de frère Bernard. Cela signifie que si un poste ecclésiastique royal est vacant alors que le nouvel évêque ou abbé n’est pas encore élu, ce sont les régents qui sont chargés de nommer une personne digne à ce poste. Pour cela, les régents doivent faire appel aux conseils de frère Bernard. Ici, il s’agit de Bernard de Vincennes. Bernard était prieur de Grandmont avant de diriger une communauté d’ermites à Vincennes. Il avait été consulté par le roi dès le début de son règne sur la politique à tenir à l’égard de Juifs. Mais la régale peut être ouverte à certains abus depuis longtemps pratiqués par les Capétiens. Le roi peut naturellement profiter de ses droits spirituels en conférant des prébendes à ses propres agents et en imposant de la sorte des candidats inadéquats aux églises. C’est pour éviter ces abus de la part des régents que Philippe Auguste les soumets aux conseils de Bernard de Vincennes.
Il est aussi écrit : « excepté cependant les dons que nous avons faits à quelques personnes par nos lettres patentes ». En effet, dans certains cas, la vacance d’une prébende ne demandait pas de choix des régents pour le remplacement, ni de conseils de la part de Bernard de Vincennes, car le roi pouvait octroyer explicitement ce poste à des hommes par lettre patente. Une lettre patente est un acte par lequel le roi donne autorité à un droit, à un état ou à un privilège.

## Réformes administratives

### Un roi garant de «l’utilité publique»
Le roi se place de jure comme garant de « l’utilité publique » au sommet de la hiérarchie judiciaire. Lui seul peut, par la grâce du sacre, « sur le conseil du Très-Haut », faire triompher le bien face aux intérêts égoïstes. De cette justice, le roi incarne le principe et les hommes à qui il en délègue l’exercice incarne son pouvoir. D’où l’insistance sur leur probité (« quatre hommes prudents, légitimes et de bon témoignage »). Le bon roi a de bons serviteurs. Les baillis participent donc de son autorité et de sa majesté. D’où les dures sanctions en cas de manquement à leurs devoirs car c’est le pouvoir royal qui est alors atteint : « pour lesquels nos hommes auront perdu leur droit et nous le nôtre ».  
Au nom de la défense de « l’utilité publique », le roi s’impose également dans les élections abbatiales et épiscopales. Certes la « liberté de l’élection » est reconnue mais l’ordonnance précise : « nous rappelons tant aux chanoines qu’aux moines […] royaume ». Or qui est le garant de « l’utilité » du royaume ? Le roi lui-même. L’Eglise se doit donc d’être docile par rapport à l’Etat. Faut-il y voir une forme de pré-gallicanisme ? Qui passe avant elle en tant que défenseur du bien, tout en lui garantissant protection et liberté. 
	C’est également au nom de « l’utilité publique » que seul le roi peut décider de l’impôt : (« ordonner taille et tolte ») et que l’office royal ne se délègue pas mais se transmet à l’héritier. 

### Un roi garant du royaume
Philippe Auguste raffermit symboliquement son pouvoir en évoquant « ses terres », « ses seigneuries », « notre terre », tantôt « notre royaume », « le royaume ». S’opère ainsi une confusion entre le domaine où le roi est le seul seigneur et la mouvance où les seigneurs sont ses vassaux. En vertu du principe d'office royal, le roi peut étendre sa justice sur les terres du royaume.  
Le roi se place également comme garant. Ainsi, il écrit qu'en cas de menace (« la guerre »), « tous les hommes », et pas seulement ceux du domaine, lui doivent service militaire (« de leur corps ») et soutien financier, à titre exceptionnel (« et de leurs avoirs »). Quant aux églises, en juste retour de la protection qu’elles reçoivent, notamment au titre de la garde royale, elles « apportent (au roi) l’aide qu’elles ont l’habitude de lui apporter ». 
Le royaume, dans l’esprit de Philippe Auguste, s’entend donc dans son acception la plus large et, à la tête de ce royaume, se trouve le souverain en tant qu’il incarne, par le sacre, « l’utilité publique ». 